# Stonogobiops
Stonogobiops is een geslacht van straalvinnige vissen uit de familie van grondels (Gobiidae).

## Soorten
De volgende soorten zijn bij het geslacht ingedeeld:
- Stonogobiops dracula (Polunin & Lubbock, 1977)
- Stonogobiops medon (Hoese & Randall, 1982)
- Stonogobiops nematodes (Hoese & Randall, 1982)
- Stonogobiops pentafasciata (Iwata & Hirata, 1994)
- Stonogobiops xanthorhinica (Hoese & Randall, 1982)
- Stonogobiops yasha (Yoshino & Shimada, 2001)